# Syllepte albicostalis
Syllepte albicostalis là một loài bướm đêm trong họ Crambidae.